# Metaeuchromius yusufeliensis
Metaeuchromius yusufeliensis là một loài bướm đêm trong họ Crambidae.